# لورانس ليسينج
لورانس ليسينج (بالإنجليزية: Lawrence Lessing)‏ هو كاتب وصحفي أمريكي، ولد في 17 نوفمبر 1908، وتوفي في 18 يناير 1990.